# Campeonato Mundial de Judô de 2019
O Campeonato Mundial de Judô de 2019 foi realizado no Nippon Budokan, em Tóquio, no Japão, entre 25 de agosto e 1 de setembro de 2019. Participaram do torneio 862 judocas de 149 nacionalidades distribuídos em 15 categorias 

## Agenda de eventos
Todos os horários são locais (UTC+9).
| Data          | Hora  | Evento             |
| ------------- | ----- | ------------------ |
| 25 de agosto  | 11:00 | Masculino − 60 kg  |
| 25 de agosto  | 11:00 | Feminino − 48 kg   |
| 26 de agosto  | 11:00 | Masculino − 66 kg  |
| 26 de agosto  | 11:00 | Feminino − 52 kg   |
| 27 de agosto  | 11:00 | Masculino − 73 kg  |
| 27 de agosto  | 11:00 | Feminino − 57 kg   |
| 28 de agosto  | 11:00 | Masculino − 81 kg  |
| 28 de agosto  | 11:00 | Feminino − 63 kg   |
| 29 de agosto  | 12:00 | Masculino − 90 kg  |
| 29 de agosto  | 12:00 | Feminino − 70 kg   |
| 30 de agosto  | 12:00 | Masculino − 100 kg |
| 30 de agosto  | 12:00 | Feminino − 78 kg   |
| 31 de agosto  | 12:00 | Masculino + 100 kg |
| 31 de agosto  | 12:00 | Feminino + 78 kg   |
| 1 de setembro | 13:00 | Equipe mista       |

## Medalhistas
Esses foram os medalhistas do campeonato. 

### Masculino
| Evento                        | Ouro                    | Prata                      | Bronze                     |
| ----------------------------- | ----------------------- | -------------------------- | -------------------------- |
| Ligeiro (60 kg) detalhes      | GEO Lukhumi Chkhvimiani | UZB Sharafuddin Lutfillaev | KAZ Yeldos Smetov          |
| Ligeiro (60 kg) detalhes      | GEO Lukhumi Chkhvimiani | UZB Sharafuddin Lutfillaev | JPN Ryuju Nagayama         |
| Meio leve (66 kg) detalhes    | JPN Joshiro Maruyama    | KOR Kim Lim-hwan           | JPN Hifumi Abe             |
| Meio leve (66 kg) detalhes    | JPN Joshiro Maruyama    | KOR Kim Lim-hwan           | MDA Denis Vieru            |
| Leve (73 kg) detalhes         | JPN Shohei Ono          | AZE Rustam Orujov          | AZE Hidayat Heydarov       |
| Leve (73 kg) detalhes         | JPN Shohei Ono          | AZE Rustam Orujov          | RUS Denis Yartsev          |
| Meio médio (81 kg) detalhes   | ISR Sagi Muki           | BEL Matthias Casse         | CAN Antoine Valois-Fortier |
| Meio médio (81 kg) detalhes   | ISR Sagi Muki           | BEL Matthias Casse         | GEO Luka Maisuradze        |
| Médio (90 kg) detalhes        | NED Noël van 't End     | JPN Shoichiro Mukai        | FRA Axel Clerget           |
| Médio (90 kg) detalhes        | NED Noël van 't End     | JPN Shoichiro Mukai        | SRB Nemanja Majdov         |
| Meio pesado (100 kg) detalhes | POR Jorge Fonseca       | RUS Niyaz Ilyasov          | NED Michael Korrel         |
| Meio pesado (100 kg) detalhes | POR Jorge Fonseca       | RUS Niyaz Ilyasov          | JPN Aaron Wolf             |
| Pesado (+100 kg) detalhes     | CZE Lukáš Krpálek       | JPN Hisayoshi Harasawa     | KOR Kim Min-jong           |
| Pesado (+100 kg) detalhes     | CZE Lukáš Krpálek       | JPN Hisayoshi Harasawa     | NED Roy Meyer              |

### Feminino
| Evento                       | Ouro                    | Prata                 | Bronze                     |
| ---------------------------- | ----------------------- | --------------------- | -------------------------- |
| Ligeiro (48 kg) detalhes     | UKR Daria Bilodid       | JPN Funa Tonaki       | MGL Mönkhbatyn Urantsetseg |
| Ligeiro (48 kg) detalhes     | UKR Daria Bilodid       | JPN Funa Tonaki       | KOS Distria Krasniqi       |
| Meio leve (52 kg) detalhes   | JPN Uta Abe             | RUS Natalia Kuziutina | KOS Majlinda Kelmendi      |
| Meio leve (52 kg) detalhes   | JPN Uta Abe             | RUS Natalia Kuziutina | JPN Ai Shishime            |
| Leve (57 kg) detalhes        | CAN Christa Deguchi     | JPN Tsukasa Yoshida   | POL Julia Kowalczyk        |
| Leve (57 kg) detalhes        | CAN Christa Deguchi     | JPN Tsukasa Yoshida   | BRA Rafaela Silva          |
| Meio médio (63 kg) detalhes  | FRA Clarisse Agbegnenou | JPN Miku Tashiro      | GER Martyna Trajdos        |
| Meio médio (63 kg) detalhes  | FRA Clarisse Agbegnenou | JPN Miku Tashiro      | NED Juul Franssen          |
| Médio (70 kg) detalhes       | FRA Marie-Ève Gahié     | POR Bárbara Timo      | GBR Sally Conway           |
| Médio (70 kg) detalhes       | FRA Marie-Ève Gahié     | POR Bárbara Timo      | FRA Margaux Pinot          |
| Meio pesado (78 kg) detalhes | FRA Madeleine Malonga   | JPN Shori Hamada      | CUB Kaliema Antomarchi     |
| Meio pesado (78 kg) detalhes | FRA Madeleine Malonga   | JPN Shori Hamada      | KOS Loriana Kuka           |
| Pesado (+78 kg) detalhes     | JPN Akira Sone          | CUB Idalys Ortiz      | TUR Kayra Sayit            |
| Pesado (+78 kg) detalhes     | JPN Akira Sone          | CUB Idalys Ortiz      | JPN Sarah Asahina          |

### Equipe mista
| Evento                | Ouro | Prata | Bronze |
| --------------------- | --- | --- | --- |
| Equipe mista detalhes | Japão · Chizuru Arai · Shori Hamada · Hisayoshi Harasawa · Soichi Hashimoto · Kokoro Kageura · Shoichiro Mukai · Sanshiro Murao · Shohei Ono · Yoko Ono · Akira Sone · Momo Tamaoki · Tsukasa Yoshida | França · Amandine Buchard · Guillaume Chaine · Axel Clerget · Sarah Cysique · Alpha Oumar Djalo · Marie-Ève Gahié · Alexandre Iddir · Kilian Le Blouch · Anne Fatoumata M'Bairo · Madeleine Malonga · Cyrille Maret · Margaux Pinot | Rússia · Ksenia Chibisova · Kirill Denisov · Lechi Ediev · Anna Gushchina · Mikhail Igolnikov · Khusen Khalmurzaev · Anastasia Konkina · Daria Mezhetskaia · Evgeny Prokopchuk · Alena Prokopenko · Madina Taimazova · Inal Tasoev · |
| Equipe mista detalhes | Japão · Chizuru Arai · Shori Hamada · Hisayoshi Harasawa · Soichi Hashimoto · Kokoro Kageura · Shoichiro Mukai · Sanshiro Murao · Shohei Ono · Yoko Ono · Akira Sone · Momo Tamaoki · Tsukasa Yoshida | França · Amandine Buchard · Guillaume Chaine · Axel Clerget · Sarah Cysique · Alpha Oumar Djalo · Marie-Ève Gahié · Alexandre Iddir · Kilian Le Blouch · Anne Fatoumata M'Bairo · Madeleine Malonga · Cyrille Maret · Margaux Pinot | Brasil · Maria Suelen Altheman · Eduardo Barbosa · Tamires Crude · Rafael Macedo · David Moura · Maria Portela · Ellen Santana · Eduardo Yudy Santos · Jeferson Santos Junior · Rafael Silva · Rafaela Silva · Beatriz Souza         |

## Quadro de medalhas
| Ordem | País          | Medalha de ouro | Medalha de prata | Medalha de bronze | Total |
| ----- | ------------- | --------------- | ---------------- | ----------------- | ----- |
| 1     | Japão         | 5               | 6                | 5                 | 16    |
| 2     | França        | 3               | 1                | 2                 | 6     |
| 3     | Portugal      | 1               | 1                | 0                 | 2     |
| 4     | Países Baixos | 1               | 0                | 3                 | 4     |
| 5     | Canadá        | 1               | 0                | 1                 | 2     |
| 5     | Geórgia       | 1               | 0                | 1                 | 2     |
| 7     | Chéquia       | 1               | 0                | 0                 | 1     |
| 7     | Israel        | 1               | 0                | 0                 | 1     |
| 7     | Ucrânia       | 1               | 0                | 0                 | 1     |
| 10    | Rússia        | 0               | 2                | 2                 | 4     |
| 11    | Azerbaijão    | 0               | 1                | 1                 | 2     |
| 11    | Coreia do Sul | 0               | 1                | 1                 | 2     |
| 13    | Bélgica       | 0               | 1                | 0                 | 1     |
| 13    | Cuba          | 0               | 1                | 0                 | 1     |
| 13    | Uzbequistão   | 0               | 1                | 0                 | 1     |
| 16    | Kosovo        | 0               | 0                | 3                 | 3     |
| 16    | Brasil        | 0               | 0                | 3                 | 3     |
| 18    | Alemanha      | 0               | 0                | 1                 | 1     |
| 18    | Reino Unido   | 0               | 0                | 1                 | 1     |
| 18    | Cazaquistão   | 0               | 0                | 1                 | 1     |
| 18    | Moldávia      | 0               | 0                | 1                 | 1     |
| 18    | Mongólia      | 0               | 0                | 1                 | 1     |
| 18    | Polónia       | 0               | 0                | 1                 | 1     |
| 18    | Sérvia        | 0               | 0                | 1                 | 1     |
| 18    | Turquia       | 0               | 0                | 1                 | 1     |
| Total | Total         | 15              | 15               | 30                | 60    |